# Mahasena colona
Mahasena colona är en fjärilsart som beskrevs av Jinhaku Sonan 1935. Mahasena colona ingår i släktet Mahasena och familjen säckspinnare. Inga underarter finns listade i Catalogue of Life.